# Teilchen
In der Physik bezeichnet man als Teilchen einen Körper, der klein gegenüber dem Maßstab des betrachteten Systems ist. Die innere Struktur eines einzelnen Teilchens spielt dabei keine Rolle, sondern lediglich sein Verhalten als Ganzes gegenüber anderen Teilchen oder äußeren Einflüssen. Oft werden die Teilchen dann als ausdehnungslose Punktteilchen (im Sinne von Punktmassen) aufgefasst. Teilchen sind ideale Objekte. In der Regel beschränkt man sich nur auf bestimmte Eigenschaften des realen physikalischen Objekts, wie die Masse oder die elektrische Ladung, um die Wechselwirkung zu studieren, die mit dieser Eigenschaft zusammenhängt. Je nach Betrachtungsweise kann also ein und dasselbe physikalische Objekt als Teilchen oder als System von Teilchen angesehen werden. Das gilt insbesondere für Atome, aber auch für Atomkerne und auch für die Protonen und Neutronen. Teilchen, die nicht aus kleineren Bestandteilen zusammengesetzt sind, werden Elementarteilchen genannt.

## Überblick
In der Quantenmechanik wird ein Teilchen durch eine Wellenfunktion dargestellt, deren Amplitude die Aufenthaltswahrscheinlichkeit des Teilchens angibt (siehe Quantenmechanische Sichtweise).
In der Festkörperphysik redet man sowohl bei den Gitteratomen von Teilchen als auch bei den Wellen, mit denen sich deren Anregungen über einem Grundzustand ausbreiten. Dies führt dazu, dass dabei eine Vielzahl von Erscheinungen als Teilchen idealisiert werden, deren Verhalten so anschaulicher beschrieben werden kann: So werden in der quantenphysikalischen Beschreibung die Anregungen eines Kristallgitters als Teilchen aufgefasst, beispielsweise als Polaronen, Excitonen oder Phononen. Löcher in den ansonsten voll besetzten Energiebändern der Elektronen in einem Halbleiter weisen die Charakteristika von Teilchen auf und werden wie positiv geladene Teilchen behandelt.

## Verwandte Begriffe
Der Begriff Partikel ist im Allgemeinen nicht für Teilchen zu verwenden. In bestimmten Bereichen werden diese beiden Begriffe andererseits vollkommen synonym gebraucht: 
- Verbünde von wenigen Tausenden Atomen oder Molekülen werden synonym als Nanoteilchen oder Nanopartikel bezeichnet.
- Die Bezeichnungen Partikeltherapie und Teilchentherapie werden synonym verwendet, obwohl die dabei eingesetzten Protonen und anderen Ionen in der Physik immer nur Teilchen genannt werden. Die in der Medizin hier verwendete Bezeichnung Partikel geht auf das englische particle zurück.

In der Hydrodynamik ist mit Teilchen manchmal ein Volumenelement des Fluids gemeint. Dieses Teilchen ist zwar „klein“, aber makroskopisch, d. h., es enthält so viele Moleküle, dass ihm außer den mechanischen Eigenschaften Ort und Impuls auch Eigenschaften der Thermodynamik wie Druck, Temperatur und Entropie zugeschrieben werden können.
Die Bezeichnung Korpuskel für Teilchen ist veraltet. Sie tritt beispielsweise in der historischen Auseinandersetzung zwischen Korpuskeltheorie und Wellentheorie bei der Beschreibung des Lichts auf.
Im µm-Bereich bewegt sich die Ausdehnung von Staubpartikeln.

## Historischer Abriss
Im 5. Jahrhundert v. Chr. postulierte Demokrit, dass die Materie aus kleinsten, unteilbaren Einheiten zusammengesetzt ist. Diesem Gedanken folgend verwendete John Dalton 1803 für die kleinsten, seiner Meinung nach untrennbaren Teilchen die Bezeichnung Atom (von altgriechisch ἄτομος átomos „nicht zerschneidbar, unteilbar“).
Atome als untrennbare Teilchen zu betrachten, ergibt in der Chemie durchaus Sinn. Sie werden als Objekte verwendet, von denen man als Eigenschaft zunächst nur die Massezahl betrachtet. Ordnet man sie nach der Massezahl (ohne dabei zu wissen, dass diese Ordnungszahl dabei gleichzeitig die Kernladungszahl ist!) und betrachtet die chemischen Eigenschaften der so sortierten Elemente, dann erhält man das Periodensystem. Diese Einschränkung auf einzelne Eigenschaften ist durchaus wesentlich für alle Verwendungen des Begriffs Teilchen in der Physik.
Es dauerte von Daltons Zeit ein weiteres Jahrhundert (siehe den geschichtlichen Abriss unter Atom), bis Zweifel an dieser Unteilbarkeit der Atome aufkamen: Marie Curie erkannte, dass ein radioaktives Element in ein anderes übergehen kann; Ernest Rutherford konnte in seinem Streuexperiment zeigen, dass die mit Alphastrahlung beschossene Goldfolie weitgehend durchlässig ist. In der Betrachtung des Rutherford-Experiments werden sowohl die einfallenden Alpha-Teilchen als auch die im Gitter festsitzenden, positiv geladenen Atomkerne als Teilchen idealisiert (es könnten genauso geladene Billardkugeln sein), von denen man nur wenige Eigenschaften betrachtet: die Masse, die Ladung, den Durchmesser und die Geschwindigkeit. Es spielt bei diesem Experiment keine Rolle, ob die Atomkerne irgendeine weitere Struktur besitzen, oder ob sie aus weiteren, kleineren Teilchen zusammengesetzt sind. Diese wenigen Eigenschaften der betrachteten Teilchen reichen für die Beschreibung des Experiments und die theoretische Herleitung des Streumusters aus.
Bei der Betrachtung des Bohrschen Atommodells sind die betrachteten Teilchen ein Elektron und ein Atomrumpf (bestehend aus dem Atomkern und möglicherweise weiteren Elektronen). Wiederum werden die Teilchen auf ihre wesentlichen Eigenschaften, Ladung und Masse, reduziert. 
Otto Hahn, Lise Meitner und Fritz Straßmann gelang es nachzuweisen, dass bei Beschuss von Uran-Atomen mit Neutronen nicht nur durch Erhöhung der Massezahl Transurane (mit höherer Kernladungszahl) entstehen, wie man bis dahin annahm (siehe Enrico Fermi, 1934), sondern manchmal eine Kernspaltung in mittelgroße Atomkerne stattfindet. Hier lässt sich der Kern nicht mehr als ein einzelnes Teilchen verstehen, sondern nur als aus Nukleonen, also Protonen und Neutronen zusammengesetzt. Weitere wichtige Teilchen in der Kernphysik sind Alpha-Teilchen, Elektronen und Neutrinos. Es stellt sich schnell die Frage, was denn die Protonen und Neutronen im Kern zusammenhält, da ja die Protonen alle positiv geladen sind und sich abstoßen müssten. Diese starke Wechselwirkung wird dadurch erklärt, dass man in der Quantenchromodynamik die Nukleonen jeweils als aus drei Quarks zusammengesetzt sieht, die von Gluonen (von englisch to glue „zusammenkleben“) zusammengehalten werden. Die Restwechselwirkung dieser Kraft außerhalb der Nukleonen hält diese ähnlich zusammen, wie die Van-der-Waals-Kräfte z. B.  Wassermoleküle zusammenhalten.

## Subatomare Teilchen und Standardmodell
Die Teilchenphysik unterscheidet zwischen den Materieteilchen und den Wechselwirkungsteilchen (Austauschteilchen), sowie bei den Materieteilchen zwischen den Elementarteilchen und den zusammengesetzten Teilchen.
Die Elementarteilchen werden durch das Standardmodell der Elementarteilchenphysik beschrieben. Da es sich bei diesem Modell um eine Quantenfeldtheorie handelt, werden hier die Teilchen als Feldquanten, d. h. als gequantelte Energiemengen von Feldern aufgefasst. Die Frage, ob die Teilchen oder die Felder letztlich das „Fundamentalere“ in der Natur sind, wird bis heute (2018) kontrovers diskutiert. Die meisten Physiker sind allerdings der quantenfeldtheoretischen Ansicht, dass es keine lokalisierten Teilchen gibt, sondern nur Felder (und deren Quanten, die räumlich so ausgedehnt sind wie das Feld selbst).
Die elementaren Felder bzw. ihre Quanten gliedern sich  im Standardmodell in drei Familien von Leptonen und drei Familien von Quarks. Die Leptonen (von griechisch λεπτος (leptos) „leicht, fein“) sind das Elektron und sein Neutrino, das Myon und sein Neutrino, sowie das Tau und sein Neutrino. Die Familien der Quarks werden mit up und down, charm und strange, sowie top und bottom bezeichnet.
Quarks können in der Natur nicht einzeln auftreten, was als Farb-Confinement bezeichnet wird (siehe hier). Vielmehr bilden sie immer zusammengesetzte Teilchen, die in Abgrenzung von den Leptonen als Hadronen (von griechisch ἁδρός, hadrós, „dick“) bezeichnet werden. Hadronen werden dabei in Mesonen (von griechisch μεσος mesos „Mittel-“) und in Baryonen (von griechisch βαρύς barys „schwer“) unterteilt. Mesonen bestehen aus einem Quark und einem Antiquark, Baryonen aus drei Quarks. Die bekanntesten Baryonen sind das Proton und das Neutron.
Bei den Austauschteilchen betrachtet das Standardmodell das Photon als das Austauschteilchen der elektromagnetischen Wechselwirkung. Es ist sehr eng mit den W-Bosonen und dem Z-Boson verwandt, die gemeinsam mit dem Photon die Austauschteilchen für die elektroschwache Wechselwirkung sind. Die Austauschteilchen für die starke Wechselwirkung sind die Gluonen.
Von den vier Grundkräften der Physik fehlt dabei im Standardmodell die Gravitation und ihr Austauschteilchen, das Graviton. Die Ergebnisse des Standardmodells stimmen sehr gut mit Ergebnissen von Beschleunigerexperimenten überein. Jedoch ist es bisher nicht gelungen, denselben mathematischen Formalismus auch auf die Gravitation auszudehnen. Dies ist eine der großen offenen Fragen der Theoretischen Physik.
Im Standardmodell erhalten die Teilchen durch Wechselwirkung mit dem Higgs-Feld ihre Masse.

## Quantenmechanische Sichtweise
Beim Übergang zur Quantenmechanik werden aus Teilchen Wellen, die ihre Aufenthaltswahrscheinlichkeiten beschreiben. Trifft z. B. Licht (oder ein Elektronenstrahl) auf einen Doppelspalt, so bildet diese Welle hinter dem Spalt ein Beugungsmuster. Auf einem Fotopapier (oder Schirm) wird das auftreffende Licht (der Elektronenstrahl) immer nur einzelne Punkte treffen. Erst im stochastischen Mittel vieler auftreffender Photonen (Elektronen) wird wieder das Beugungsmuster sichtbar. Diese gleichzeitige Interpretation als Welle und Teilchen wird als Welle-Teilchen-Dualismus bezeichnet.
Im Gegensatz zur Klassischen Mechanik, in der der Zustand des Teilchens durch Ort und Impuls festgelegt ist, können Ort und Impuls in der Quantenmechanik nie gleichzeitig genau gemessen werden (siehe Heisenbergsche Unschärferelation).
In Mehrteilchensystemen werden die Teilchen durch die Anwendung eines Erzeugungsoperators aus einem Vakuumzustand erzeugt. Solche Operatoren spielen insbesondere in der Quantenfeldtheorie eine Rolle. Zwischen den Anfangs- und Endzuständen physikalischer, wechselwirkender Teilchen können dabei virtuelle Teilchen entstehen und wieder verschwinden, die keiner Energie-Impuls-Relation genügen und deren Energie keine untere Schranke hat.
Der Teilchenbegriff in der Mathematischen Physik erstreckt sich von Zuständen in Hilbert-Räumen, auf denen man Algebren von Operatoren betrachtet, bis hin zu Wellen, bei denen beispielsweise ein bestimmtes Streuverhalten berechnet werden kann. Hierzu zählen unter anderem Solitonen, bei denen es sich um nicht auseinanderlaufende Wellen handelt.